# Balsam-Weide
Die Balsam-Weide (Salix pyrifolia) ist ein kleiner Baum aus der Gattung der Weiden (Salix) mit glänzend rotbraunen Zweigen und netznervigen Blattunterseiten. Das natürliche Verbreitungsgebiet der Art liegt in Nordamerika. Sie wird manchmal aufgrund der auffallenden Herbstfärbung als Zierpflanze verwendet.

## Beschreibung
Die Balsam-Weide ist ein bis zu 7 Meter hoher, reich verzweigter Baum mit schlanken Ästen. Die Zweige sind glänzend rotbraun und kahl. Die Laubblätter haben keine oder kleine und hinfällige Nebenblätter und einen 6 bis 15 Millimeter langen Stiel. Die Blattspreite ist 3 bis 10 Zentimeter lang, 2 bis 4 Zentimeter breit, eiförmig oder länglich-lanzettlich, spitz, mit mehr oder weniger herzförmiger bis abgerundeter Basis und leicht kerbig gesägtem Blattrand. Beide Seiten sind kahl, die Blattoberseite ist dunkelgrün, die Unterseite ist blaugrün und netznervig. Die Herbstfärbung ist goldgelb. Knospen und Blätter haben einen an Balsam erinnernden Geruch.
Als Blütenstände werden 3 bis 5 Zentimeter lange, gestielte Kätzchen gebildet. Die Tragblätter sind gelb oder rötlich braun und behaart. Männliche Blüten haben zwei Staubblätter. Der Fruchtknoten weiblicher Blüten ist deutlich gestielt und kahl, die Narbe ist sitzend. Als Früchte werden 7 bis 8 Millimeter lange Kapseln gebildet. Die Balsam-Weide blüht im April.
Die Chromosomenzahl beträgt 2n = 38.

## Vorkommen und Standortansprüche
Das natürliche Verbreitungsgebiet liegt in Nordamerika und reicht vom subarktischen Kanada (Yukon und der Westen der Nordwest-Territorien) über den Osten und Westen Kanadas bis nach Minnesota, New York und Vermont in den Vereinigten Staaten. Die Balsam-Weide wächst in kühlfeuchten Wäldern auf durchlässigen, frischen bis feuchten, sauren bis neutralen, sandig- oder kiesig-humosen, mäßig nährstoffreichen Böden an sonnigen bis lichtschattigen, sommerkühlen und winterkalten Standorten. Die Art ist frosthart. Das Verbreitungsgebiet wird der Winterhärtezone 4 zugeordnet mit mittleren jährlichen Minimaltemperaturen von −34,4 bis −28,9 °C (−30 bis −20 °F).

## Systematik
Die Balsam-Weide (Salix pyrifolia) ist eine Art aus der Gattung der Weiden (Salix) in der Familie der Weidengewächse (Salicaceae). Sie wurde 1867 von Nils Johan Andersson erstmals wissenschaftlich beschrieben. Der Gattungsname Salix stammt aus dem Lateinischen und wurde schon von den Römern für verschiedene Weidenarten verwendet. Ein häufig verwendetes Synonym ist Salix balsamifera Barratt ex Andersson.
Die Balsam-Weide bildet mit Salix brachycarpa var. psammophila natürliche Hybride.

## Verwendung
Die Balsam-Weide wird manchmal aufgrund der beeindruckenden Herbstfärbung als Zierpflanze verwendet.
Der Kultivar 'Mas' ist ein bis zu 2 Meter hoher, breitbuschiger Strauch mit niederliegend-aufstrebenden Zweigen, die bei Bodenkontakt wurzeln. Seine Herbstfärbung ist ein auffallendes Goldgelb. Der Kultivar wird sehr häufig als Zierstrauch verwendet. Er wird in Baumschulen auch als Salix balsamifera mas angeboten.

## Nachweise